# 모르드바어군

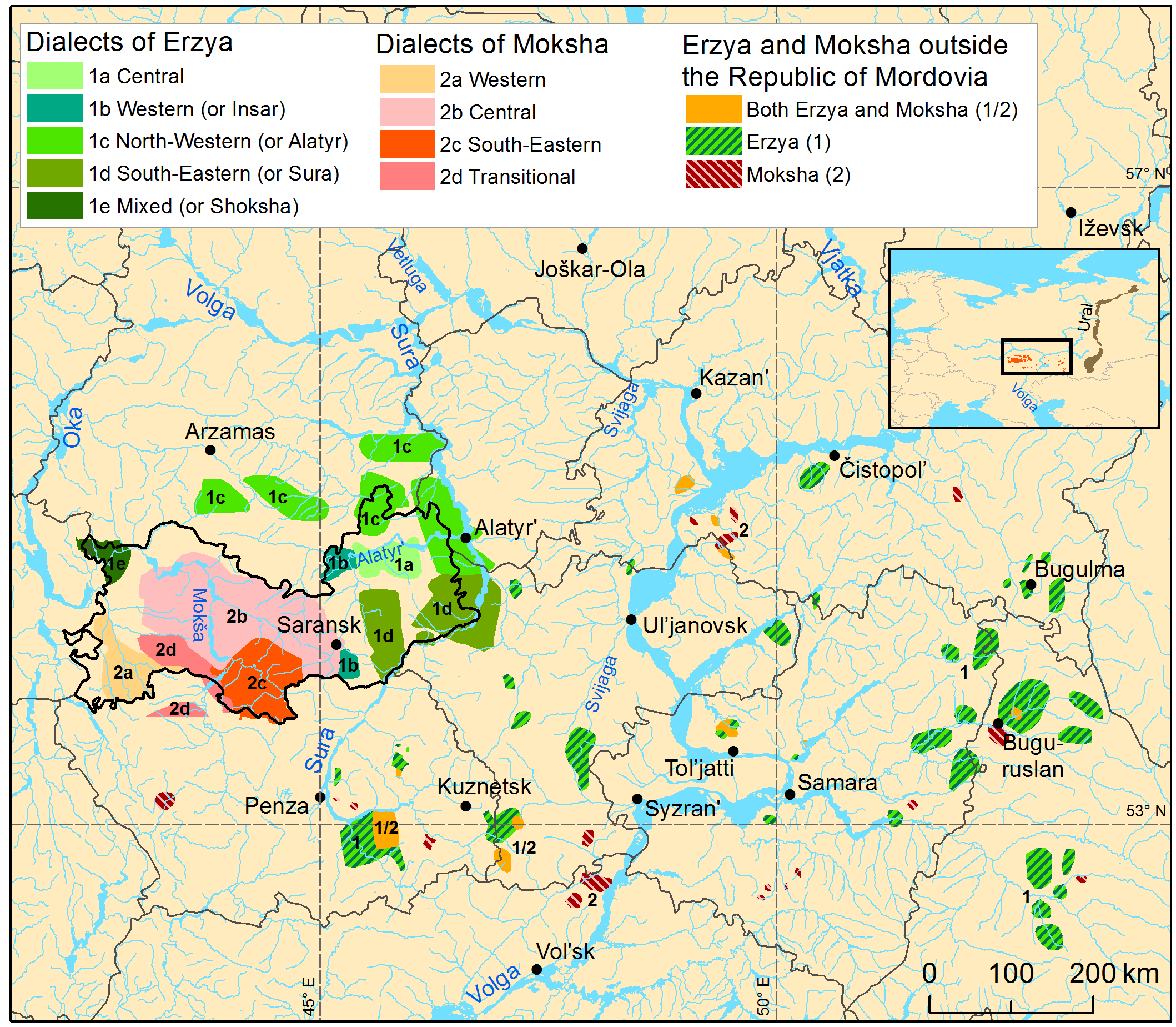
20세기 초의 모르드바어 분포

모르드바어(Mordvin(ic), 러시아어: мордовские языки)는 러시아의 볼가강 중류에 사는 모르드빈인이 사용하는 우랄어족 계통의 언어이다. 하나의 언어로 보기도 하고 에르자어와 목샤어로 이루어진 언어군으로 보기도 한다. 중세에 일부 볼가핀족이 사용하던 언어들(메셰라어 등)이 모르드바어의 일종이었을 것으로 추정된다.

## 같이 보기
- 모르드빈인
- 마리어